# Juan Cancio Luna y Montes
Juan Cancio Luna y Montes fue un ingeniero, catedrático y político peruano. 

## Biografía
Nació en el Cusco y estudió ingeniería y ciencias en Europa de donde regresó al Cusco en la segunda mitad del siglo XIX para dedicarse a la docencia en la Universidad San Antonio Abad.

## Empresario
En 1867 llegó al Cusco el ingeniero sueco John W. Nystrom quien procuró la formación de una sociedad metalúrgica y minera en el Cusco para impulsar la industria siderúrgica. En su expedición e informes, se menciona a varios cusqueños que suscribieron acciones para la constitución de dicha empresa entre los que estaba Juan Cancio Luna. La empresa, sin embargo, no pudo concretarse ante la poca inversión realizada por los habitantes del Cusco.

## Política
Fue elegido diputado por la provincia de Canchis entre 1868 y 1871 durante el gobierno de José Balta. Luego, en 1872, ejerció el cargo de Juez de Paz de la provincia de Acomayo. En 1876 fue Decano de la facultad de ciencias de la Universidad del Cusco
En 1881 formó parte de la Asamblea Nacional de Ayacucho convocado por Nicolás de Piérola luego de la Ocupación de Lima durante la Guerra del Pacífico. Este congreso aceptó la renuncia de Piérola al cargo de Dictador que había tomado en 1879 y lo nombró presidente provisorio. Sin embargo, el desarrollo de la guerra generó la pérdida de poder de Piérola por lo que este congreso no tuvo mayor relevancia.